# مالكوم جارفيس
مالكوم جارفيس (6 ديسمبر 1955 في زيمبابوي - ) (بالإنجليزية: Malcolm Jarvis)‏ هو لاعب كريكت زيمبابوي. لعب مع منتخب زمبابوي للكريكت.

## وصلات خارجية
- مالكوم جارفيس على موقع إي آس بي آن كريك إنفو (الإنجليزية)